# Korporal
Korporal ((fransk):corporal omdannet fra corps) er den laveste underofficer i et lands væbnede styrker.
Svarer til Leading Rating i Royal Navy, Caporal-chef i Frankrig og Unteroffizier i Bundeswehr.

## Danmark
I Danmark var korporalgraden den laveste rang indenfor sergentgruppen, men efter genindførslen af rangen i 2008 er det nu den højeste grad indenfor konstabelgruppen. Der er i alt 1.400 korporalstillinger i det danske forsvar.
Den 1. oktober 2008 blev 23 danske overkonstabler fra Hæren som de første udnævnt til korporaler. Korporaler i hæren udfylder følgende stillinger: Kontorhjælpere, forsyningshjælpere, IT-teknikere, faglige håndværkere, næstkommanderende i gruppestørrelse, vognkommandører på pansrede køretøjer, specialiststillinger og små sektioner uden en direkte leder.
Den 9. marts 2012 blev henholdsvis 12 marine- og 12 flyverspecialister fra Søværnet og Flyvevåbnet udnævnt til korporaler. I Søværnet er graden tiltænkt til ansatte der fungerer som hjælpeinstruktører.
I Hjemmeværnet er en korporal næstkommanderende i gruppestørrelse. Navigatører i Marinehjemmeværnets enheder er ligeledes korporaler.

## Berømte korporaler og korporaler i litteraturen
- Adolf Hitler – Det Tredje Riges diktator 1933-45
- korporal Blutch – tegneserien Blåfrakkerne af Raoul Cauvin.